# Antonio Denarium
Antonio Oliverio García de Almeida (Anápolis, 3 de marzo de 1964), más conocido como Antonio Denarium, es un empresario y político brasileño. Afiliado al Partido Social Liberal, fue elegido gobernador del estado de Roraima en la segunda vuelta de la elección de 2018. En diciembre de 2018, fue nombrado por el presidente Michel Temer como interventor federal del estado, en la práctica pasando a ejercer todas las funciones del cargo de gobernador, el cual debe asumir el 1 de enero de 2019. En 2022 fue reelegido como gobernador de Roraima en primera vuelta con el 56% de los votos, estando afiliado a Progresistas.

## Biografía
Antonio Denarium nació el 3 de marzo de 1964 en Anápolis, Goiás, siendo hijo de Valdivina y Olivério Almeida. Está casado con Simone, con quien tuvo tres hijos: Carolina, Gabriel y João Antônio.

### Carrera empresarial
Cuando tenía 25 años de edad, Denarium se convirtió en gerente titular del Banco Bamerindus. Llegó a Roraima en 1994 con el propósito de dirigir la filial del Bamerindus. En el nuevo estado, actuó en el sector financiero, creando la Denarium Fomento Mercantil, y en el sector agropecuario. Posteriormente, fue director presidente del Frigo 10 y director de Coopercarne Cooperativa de los Productores de Carne de Roraima.
Cuando se postuló al cargo de gobernador en 2018, Denarium declaró al Tribunal Superior Electoral poseer un patrimonio de R$ 15 millones. En 2010, declaró al mismo tribunal poseer R$ 2,4 millones.

### Carrera política
Denario debutó en la política en 2010 como candidato del Partido Popular Socialista (PPS) a primer senador suplente de Marluce Pinto (PSDB). La fórmula, sin embargo, no fue elegida, perdiendo con Romero Jucá (PMDB) y Ángela Portela (PT).
En el año 2018, afiliado al Partido Social Liberal (PSL), Denarium se postuló al gobierno de Roraima por la coalición Ahora es Roraima con todo, teniendo como vice al médico Frutuoso Lins, del PTC. Aliado de Jair Bolsonaro, durante la campaña defendió el cierre de la frontera con Venezuela como forma de contener la crisis migratoria, atribuyendo a los venezolanos la responsabilidad por los casos de violencia.
En la primera vuelta, alcanzó la marca del 42,2% de los votos válidos, contra el 38,7% de José de Anchieta Júnior, exgobernador, y el 11,1% de Suely Campos, actual gobernadora. Su ida a la segunda vuelta fue impulsada por la búsqueda de la renovación en la política y el apoyo público al candidato a la presidencia de Brasil, Jair Bolsonaro. El 28 de octubre, fue elegido gobernador con el 53,3% de los votos válidos.
El 7 de diciembre de 2018, en medio de una grave crisis financiera y de la seguridad pública en el estado, Denarium fue nombrado por el presidente Michel Temer como interventor federal de Roraima. La medida, negociada con la gobernadora Suely Campos, transfirió todos los poderes del gobierno estatal a Denarum, que en la práctica asumió por adelantado el cargo por el cual fue elegido.
El 18 de mayo de 2020, a través de una red social, informó que contrató al Covid-19 y que junto con su familia se aislarán.